# Pierre Chambon
Pierre Chambon (Mulhouse, 7 febbraio 1931) è un biologo francese.
Chambon è stato eletto associato straniero della National Academy of Sciences degli Stati Uniti e dell'Académie des Sciences francese nel 1985, membro straniero della Royal Swedish Academy of Sciences nel 1987. Ha ricevuto il premio Louisa Gross Horwitz dalla Columbia University nel 1999. Nel 2003 gli è stato assegnato il Premio March of Dimes in Biologia. Ha ricevuto il premio Albert Lasker nel 2004. Nel 2010, Chambon è stato insignito del Gairdner Foundation International Award "per la spiegazione dei meccanismi fondamentali di trascrizione nelle cellule animali e per la scoperta della superfamiglia dei recettori nucleari". Nel 2018 ha ricevuto per la seconda volta il premio Louisa Gross Horwitz.